# Havířov
Havířov, en polonès Hawierzów, és una ciutat de 75.000 habitants, de la República Txeca, que té l'estatus de ciutat estatutària, situada a la regió de Moràvia i Silèsia, al districte de Karviná, a la conurbació d'Ostrava. És la segona ciutat de la regió en nombre d'habitants.
Havířov es va fundar després de la Segona Guerra Mundial (cosa que la converteix en la ciutat més jove de la República Txeca) com a centre miner per als treballadors de les mines de carbó. Oficialment va esdevenir ciutat el 1955. Es va construir sobre diversos pobles amb població polonesa, i es va proporcionar apartaments a la ciutat de nova construcció i es van enderrocar la majoria dels habitatges existents per deixar espai als nous edificis de la ciutat. La major part de la població de Havířov provenia d'altres parts de Txecoslovàquia, molts d'ells d'Eslovàquia, com a treballadors immigrants. Avui en dia, els pobles originals són administrativament part de la ciutat i en la seva majoria es troben als afores del nucli urbà de Havířov.